# Björn Żelaznoboki

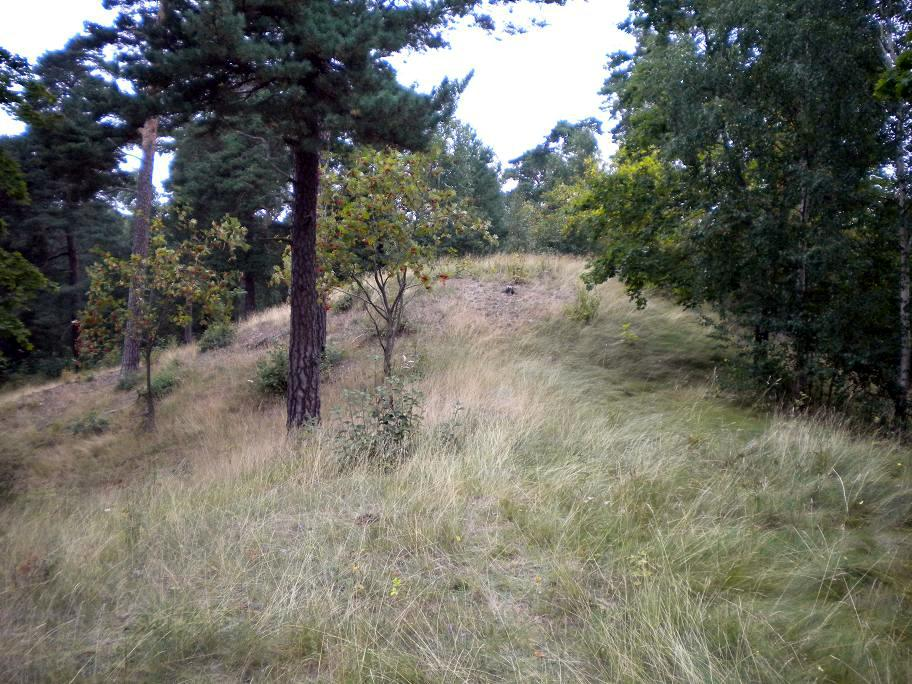
Kurhan Björna Żelaznobokiego

Björn Żelaznoboki (z języka staronordyjskiego: Bjǫrn Járnsíða, z islandzkiego: Björn Járnsíða, ze szwedzkiego: Björn Järnsida, z duńskiego: Bjørn Jernside; z łaciny średniowiecznej: Bier Costae ferreae) – syn Ragnara Lodbroka, legendarny król Szwecji, znany w połowie IX w. z wypraw do Francji i na Morze Śródziemne dowódca wikingów; przez pewien czas w służbie Karola II Łysego. Jego życie datuje się na IX w. Przyjmuje się, iż Żelaznoboki był pierwszym władcą z dynastii Englingerów. Na początku XVIII w. przyjęto, że kurhan znajdujący się na wyspie Munsö to kopiec Björna Żelaznobokiego, czyli Björn Järnsidas hög. W źródłach średniowiecznych znaleźć można wzmianki o synach i wnukach, których mógł doczekać się Björn Żelaznoboki. Byli to m.in. Erik Björnsson oraz Björn at Haugi. Uznaje się, iż potomkowie Żelaznobokiego w linii męskiej władali Szwecją do ok. 1060 roku.

## Björn w źródłach frankijskich
Potężny wódz wikiński, a także dowódca floty, „Berno”, pojawia się w tekstach źródłowych z epoki takich jak Annales Bertiniani oraz Chronicon Fontanellense. Pierwsza wzmianka o nim pojawia się latem 855 roku. Najstarszym tekstem opisującym jego pochodzenie jest dzieło opisujące historię Normanów autorstwa Wilhelma z Jumieges (ok. 1070). Jak podaje Wilhelm, zwyczajem królów duńskich młodsi synowie byli wypędzani z królestwa, aby w ten sposób usunąć ich z drogi do władzy. W myśl tej reguły, po tym jak król Ragnar Lodbrok przejął władzę po swoim ojcu, nakazał własnemu synowi, Björnowi, opuścić królestwo. W ten sposób, dowodząc znaczną flotą, Björn opuścił Danię i napadając na państwo zachodniofrankijskie, rozpoczął jego spustoszenie. Ówczesne kroniki wskazują, iż Björn sprzymierzył się z innym wikingiem o imieniu Sigtrygg i w roku 855 popłynął w górę Sekwany, skąd jego własne siły oraz siły Sigtrygga wdarły się na ląd. W tym samym roku sprzymierzone jednostki wikińskie zostały pokonane w Szampanii przez Karola II Łysego, władcę państwa zachodniofrankijskiego, choć zwycięstwo to nie było ostateczne. Chociaż w następnym roku Sigtrygg wycofał się, do sił Björna dołączyły posiłki z innej wikińskiej armii, przez co Frankom nie udało się wypędzić go z rejonu Sekwany. Björn i jego ludzie zajęli zimowe kwatery w tzw. Grobie Givolda. Miejsce to stanowiło bazę wypadową w czasie najazdu na Paryż, który złupiony został około nowego roku 856–857. Björn wzniósł umocnienia na wyspie Oissel nieopodal Rouen, które na lata stały się jego twierdzą. Chociaż pewnym jest, iż Björn złożył przysięgę lojalności Karolowi II Łysemu w Verberie w roku 858, pozostaje niejasne, czy przysięgi dotrzymał. Ostatecznie Karol zdecydował zmierzyć się z niepokornymi wikingami znad Sekwany i wyruszając z wszystkimi dostępnymi siłami, w lipcu poprowadził oblężenie Oissel. Wikingowie jednak zawzięcie bronili swoich fortyfikacji, w związku z czym atak zakończył się sromotną porażką. Co więcej, brat Karola, Ludwik II Niemiecki, władca państwa wschodniofrankijskiego, najechał należące do Karola ziemie, przez co wielu dotychczasowych wasali odłączyło się od niego. We wrześniu oblężenie zostało zatem przerwane.
W źródłach historycznych z tamtego okresu nie odnajdujemy imienia Björna po spotkaniu z Karolem w Verberie. Pewnym jest jednak, że w kolejnych latach wikińscy wojownicy znad Sekwany kontynuowali swoje najazdy, a nawet ponownie złupili Paryż w roku 861. Zrozpaczony Karol II Łysy próbował nakłonić innego wodza wikińskiego, Velanda, którego siły działały w rejonie Sommy, aby ten zaatakował wikingów z Oissel. Plan ten odniósł jednak skutek odwrotny od zamierzonego, a obie wikińskie armie zawarły porozumienie i połączyły siły. W latach 861–862 wikingowie obozowali w rejonie dolnej Sekwany, ale po pewnym czasie ponownie rozdzielili się. Veland zgodził się zostać chrześcijaninem i wstąpić do służby królewskiej. Z kolei wikingowie z terenów w pobliżu Sekwany wypłynęli w morze. Część z nich dołączyła do walki pomiędzy władcą Bretanii a niektórymi frankijskimi możnowładcami.

## Wyprawa nad Morze Śródziemne
Mimo że rola Björna w tym wydarzeniu nie jest znana, w kilku frankijskich, arabskich i irlandzkich źródłach można znaleźć wzmianki o dużej wyprawie wikingów na Morze Śródziemne w latach 859–861, w której rzekomo miał on brać udział. Po przepłynięciu wzdłuż wybrzeża Półwyspu Iberyjskiego oraz przedarciu się przez Cieśninę Gibraltarską, Normanowie splądrowali południową Francję, gdzie przezimowali przed wyruszeniem na Włochy. Ich pierwszym zwycięstwem we Włoszech było zdobycie Pizy. W czasie tej wyprawy na Morze Śródziemne wikingowie podbili wiele ziem, w tym Sycylię oraz tereny Afryki Północnej. Odnotowano jednak, że w czasie sztormu stracili oni aż 40 statków. Po wycofaniu się do Cieśniny Gibraltarskiej stracili dalsze 2 statki, gdy ich flota została zaatakowana przez siły andaluzyjskie u wybrzeża Hiszpanii. Pozostałe 20 statków wikingów powróciło na francuskie wody w 862 roku. Z doniesień późniejszego kronikarza, Wilhelma z Jumieges, Björn Żelaznoboki miał być przywódcą wyprawy, natomiast w Kronikach Irlandzkich (Fragmentary Annals of Ireland) przywództwo wyprawy przypisuje się dwóm synom Ragnalla mac Albdana, władcy wygnanego przez własnego brata ze Skandynawii, który osiedlił się na Orkadach. Wilhelm z Jumieges określa Björna jako Bier Costae ferreae (Żelaznoboki), który był Lotbroci regis filius (syn króla Lodbroka). Szczątkowy opis wyprawy na Morze Śródziemne spisany przez Wilhelma skupia się wokół Hasteina, przybranego ojca Björna. Hastein i Björn wspólnie organizowali wiele wypraw na Francję, z których większość zakończyła się sukcesem. Hastein był również pomysłodawcą planu, dzięki któremu Björn miał zostać cesarzem rzymskim. Razem z Björnem poprowadził on wyprawę na Morze Śródziemne gdzie, myśląc, że jest to Rzym, zaatakowali oni miasto Luni, jednak nie byli w stanie sforsować murów miejskich. Aby dostać się do środka stworzono plan, w którym Hastein miał wysłać wiadomość do biskupa miasta twierdząc, że jest śmiertelnie chory, a na łożu śmierci nawrócił się na wiarę chrześcijańską. W liście poprosił on również biskupa o udzielenie sakramentów i pochowanie na poświęconej ziemi kościelnej. Gdy w asyście małej gwardii honorowej wniesiono go do kaplicy, powstał z noszy, a towarzyszący mu Wikingowie otworzyli bramę miasta, wpuszczając swoją armię do środka. Po zdobyciu miasta uświadomili sobie, że nie jest to Rzym, jednak, mimo początkowych chęci, ostatecznie nie zdecydowali się na zaatakowanie Rzymu, gdyż dowiedzieli się, że miasto jest dobrze przygotowane do obrony. Po powrocie na wschód Europy Hastein i Björn rozdzielili się. U wybrzeża Anglii statek Björna zatonął, a on sam ledwo uszedł z życiem. Po tym zdarzeniu popłynął do Fryzji, gdzie zmarł. Relacja ta jest jednak historycznie problematyczna. Hastein pojawia się w źródłach z tamtego okresu później niż Björn, co podważa stwierdzenie, że mógł on być przybranym ojcem Björna. Ponadto, uważa się, że miasto Luni zostało podbite przez Saracenów, a nie wikingów.

## Saga o synach Ragnara
Historię Björna i jego braci, synów skandynawskiego króla Ragnara Lodbroka, opowiadano w różnych wersjach przez całe średniowiecze. Opowieść o synach Ragnara (Ragnarssona þáttr) to islandzka Saga Fornaldarowa z około XIV wieku, która łączy w sobie wiele legendarnych i częściowo historycznych wątków. Saga ta mówi, że Björn był synem Ragnara i Aslaug, i że miał braci Hvitserka, Ubbę, Ivara Bez Kości, Halfdana Ragnarssona i Sigurda Wężowe Oko oraz przyrodnich braci Erica i Agnara.
Saga przedstawia Ragnara jako władcę znacznych obszarów Szwecji i Danii. Gdy jeszcze żył, Björn i jego bracia wyjechali ze Szwecji, aby podbić Zelandię, Reidgotaland (Jutlandię), Gotlandię, Olandię i liczne mniejsze wyspy. Następnie osiedlili się w Lejre w duńskiej Zelandii, gdzie ich przywódcą został Ivar Bez Kości.
Synowie Ragnara Eric i Agnar popłynęli do jeziora Melar i wysłali wiadomość do szwedzkiego króla Eysteinna, wasala Ragnara, żądającą poddania się władzy synów Ragnara. Ponadto Eric zażądał aby córka Eysteinna Borghilda została jego żoną. Eysteinn odpowiedział, że najpierw chciałby skonsultować się ze szwedzkimi dowódcami. Dowódcy odrzucili ofertę i zarządzili atak na zbuntowanych synów. Doszło więc do bitwy, podczas której Eric i Agnar zostali przytłoczeni przez siły szwedzkie. W trakcie bitwy Agnar zginął, a Eric został wzięty do niewoli.
Jako główszczyznę za śmierć Agnara Eysteinn zaoferował Ericowi tyle terenów, ile tylko by zechciał, oraz rękę Borghildy. Eric ogłosił, że po takiej klęsce nie chce nic innego, jak tylko wybrać dzień własnej śmierci. Poprosił więc by nabito go na włócznie, które wzniosą go ponad zabitych na polu bitwy; jego życzenie zostało spełnione. Na wieść o śmierci Agnara i Erica Björn, Aslaug i Hvitserk, którzy spędzali tam czas grając w tablut, wpadli we wściekłość i popłynęli do Szwecji z dużą armią. W wielkiej bitwie zabili Eysteinna.
Zgodnie z treścią sagi, ich ojciec Ragnar został pojmany i zabity w Anglii przez króla Ellę na skutek podjęcia ryzykownej próby przeprowadzenia inwazji. W akcie zemsty Björn i jego bracia zaatakowali Ellę, ale zostali zmuszeni do wycofania się. Zorientowawszy się, że nie uda się od razu pokonać angielskiego króla, Ivar postanowił zgodzić się na pojednanie. Zażądał jedynie tyle ziemi, ile byłaby w stanie przykryć skóra wołu i poprzysiągł Elli, że już nigdy nie wytoczy przeciwko niemu wojny. Następnie Ivar pociął skórę wołu na tak cienkie paski, że po połączeniu opasałyby ogromną fortecę (zgodnie ze starszą sagą był to York, z kolei zgodnie z młodszą sagą Londyn), którą mógłby przejąć. Uzyskawszy rozgłos w Anglii, Ivar zwrócił się do swoich braci, aby zaatakować po raz kolejny, a już podczas bitwy sprzymierzył się z nimi. W geście lojalności wobec Ivara podobnie uczynili angielscy wodzowie i ich oddziały. Ella został pojmany, a na plecach wycięto mu w zemście krwawego orła.
Następnie Björn i jego bracia plądrowali Anglię, Normandię, Francję oraz Lombardię aż dotarli do miasta Luna we Włoszech. Wtedy wrócili do Skandynawii i podzielili królestwo w taki sposób, że Björn Żelaznoboki otrzymał Uppsalę i Szwecję.

## Inne źródła
Jak podaje XIII-wieczna Saga o Herwarach, Eysteinn Beli został zabity przez Björna i jego braci. Wersja ta jest zgodna z tą podaną w Sadze o Ragnarze Rodbroku. Ponadto, dowiadujemy się, iż bracia podbili całą Szwecję, a po śmierci Ragnara Björn Żelaznoboki odziedziczył ją. Björn miał dwóch synów, Refila i Erika Björnssona, który został następnym królem Szwecji. Zgodnie z treścią Sagi o Eriku Rudym, Björn miał syna o imieniu Asleik (Aslak), który był przodkiem Thorfinna Karlsefni.
Źródła anglosaskie i irlandzkie sugerują z kolei, że duńską inwazję na Anglię po roku 865 poprowadziło trzech braci o imionach Ingvar (tj. Ivar), Ubbe oraz Halfdan. Na podstawie irlandzkiego źródła pt. Cogad Gáedel re Gallaib wnioskować można, iż byli oni synami Ragnalla (chodzi o Ragnara lub inne, podobne imię). W tym kontekście nie wymienia się Björna, mimo to późniejsza tradycja normańska sugeruje, iż mógł on być jednym z braci. Jak podaje Wilhelm z Jumieges, Björn zmarł we Fryzji, co również można powiązać z wikingami najeżdżającymi Anglię. Czasami opisuje się Ubbe jako „jarla Fryzji”, a najeźdźców nazywa się Skaldingami (co oznacza ludzi ze Skaldy). Problemy historyczne pojawiają się w kontekście postaci Björna jako króla Szwecji. Po pierwsze starsze źródła nie dostarczają informacji na poparcie tego faktu, a po drugie występują niemożliwe do przezwyciężenia nieścisłości chronologiczne.

## Björn w kulturze

### Seriale
Postać Björna służy jako inspiracja jednego z pierwszoplanowych bohaterów serialu telewizyjnego Wikingowie. Odtwórcą tej postaci jako nastolatka jest Nathan O'Toole, natomiast dorosłego Björna gra Alexander Ludwig. Postać ta była częściowo wzorowana na historycznym pierwowzorze Björna i jest przedstawiona jako syn Lagerthy, a nie Aslaug.

### Gry wideo
W serii Crusader Kings jednym z grywalnych władców jest Björn 'Ironside' af Munsö, przedstawiony jako jarl Uppland. 